# João Rock
João Rock é um festival brasileiro de música realizado desde 2002 no município de Ribeirão Preto, no interior do estado de São Paulo, associado a ABRAFIN. O evento é voltado principalmente ao rock, rock alternativo, pop e heavy metal.
O festival se tornou um dos principais do país em seu gênero e acontece anualmente. Bandas e artistas como Marina Sena, Paralamas do Sucesso, Charlie Brown Jr, Criolo, Pitty, Humberto Gessinger, Baiana System, Planet Hemp, CPM 22, Detonautas, Raimundos e Gabriel, o Pensador estiveram presentes nas edições mais recentes.
O João Rock realizado no dia 13 de junho de 2015, no Parque Permanente de Exposições, atraiu 45 mil pessoas e excursões de 128 cidades dos estados de São Paulo, Minas Gerais, Paraná, Mato Grosso do Sul e Santa Catarina. Na edição de 2016, 50 mil pessoas participaram do festival.
Em 2023, o João Rock completou 20 anos, com quase 14 horas de muita música e encontros nos quatro palcos, tendo apresentação de 32 bandas e, sobretudo, a presença contagiante de 75 mil pessoas de vários estados do Brasil.
Em 2024, o evento recebeu mais de 70 mil pessoas, com músicas e ativações marcam público com novas experiências. De roda-gigante, tobogã e tirolesa até espaços "instagramáveis" e pequenos palcos para o público soltar a voz, a 21ª edição do João Rock, mesclou, além de um line-up de peso (e de respeito!) com mais de 25 horas de música em um único dia, diversas experiências por meio de grandes marcas parceiras do evento. Também nessa edição, a banda independe Freon Rock vencedora do concurso "É pra cantar" lançado pela EPTV pode se apresentar no palco das lendas. A banda trouxe um repertorio de músicas autorais, proposta que foi bastante elogiada no festival.

## Palcos
O Palco João Rock é o primeiro palco do festival que permanece desde a criação do evento. Atualmente, conta com dois palcos, um ao lado do outro, que formam um paredão de 100 metros, onde ocorre shows alternados sem intervalos.
O extinto Palco Universitário esteve presente nas edições de 2011 a 2015. Era um espaço para nomes musicais menores mesclado com nomes mais conhecidos do cenário musical.
Criado em 2016, Palco Fortalecendo a Cena tem estado presente em todas as edições desde então. É o espaço para apresentar destaques da cena nacional, consolidando ainda mais o festival com um participante ativo da renovação da música brasileira, e fortalecendo as bandas que estão surgindo agora na grande cena.
Com toda a identidade nacional do festival, o Palco Brasil surgiu em 2017 pra homenagear movimentos, regiões e nomes marcantes que ajudaram a compor a música brasileira. Nele já tivemos as edições: Nordeste, Tropicália, Brasília, Rio de Janeiro, Lendas Vol.1 e Lendas Vol.2.
Em 2023, foi criado o Palco Aquarela para representar a diversidade da música nacional, em todos os âmbitos, além de também simbolizar os novos tons que surgem dos encontros de outras cores. Até o momento, apenas mulheres se apresentaram neste palco.

## Edições
Em 2002, na 1ª edição, as atrações foram: Titãs (banda), Ira!, CPM 22 e Cidade Negra.
Em 2003, na 2ª edição, as atrações foram: Jota Quest, CPM 22, Capital Inicial, Os Paralamas do Sucesso e Detonautas.
Em 2004, na 3ª edição, as atrações foram: Detonautas, Skank, Pitty, O Rappa e Capital Inicial.
Em 2005, na 4ª edição, as atrações foram: Engenheiros do Hawaii, Cidade Negra, Pitty, Marcelo D2 e O Rappa.
Em 2006, na 5ª edição, as atrações foram: O Rappa, Rita Lee, Cachorro Grande, CPM 22, Nando Reis e Charlie Brown Jr..
Em 2007, na 6ª edição, as atrações foram: NX Zero, Skank, Pitty, Marcelo D2, Charlie Brown Jr., Cidade Negra, Luxúria (banda) e Os Mutantes.
Em 2008, na 7ª edição, as atrações foram: Seu Jorge, Pitty, Charlie Brown Jr., Forfun, O Rappa, Marcelo Nova, Ventania, Strike (banda) e Inner Circle (banda).
Em 2009, na 8ª edição, as atrações foram: Mallu Magalhães, Marcelo D2, Pitty, Jorge Ben Jor, Jota Quest, O Rappa, Nação Zumbi, Natiruts, Ponto de Equilíbrio (banda), Farofa Carioca e O Teatro Mágico.
Em 2010, na 9ª edição, as atrações foram: Raimundos com participação de Tico Santa Cruz, Rita Lee, Pitty, NX Zero, Charlie Brown Jr., Marcelo D2, Funk Como Le Gusta, Chimarruts, Mundo Livre S/A e O Teatro Mágico e Móveis Coloniais de Acaju.
Em 2011, a 10ª edição trouxe dois palcos, sendo as atrações no Palco João Rock: CPM 22, Skank, Jota Quest, Men at Work by Colin Hay, Natiruts e Charlie Brown Jr.. Já no Palco Universitário: Zé Ramalho, Lenine (cantor), Lobão (músico), Katchafire e Pablo Dominguez.
Em 2012, na 11ª edição, sendo as atrações no Palco João Rock: O Rappa, CPM 22, Jota Quest, Charlie Brown Jr., Monobloco, Criolo, Banda CNA, Agridoce e Zeca Baleiro. No Palco Universitário: Black Drawing Chalks, Macaco Bong, Aláfia + Lurdez da Luz, Chavala Talhada e Nevilton.
Em 2013, na 12ª edição, sendo as atrações no Palco João Rock: O Rappa, Nando Reis, Natiruts, ConeCrewDiretoria, Skank, Capital Inicial e A Banca. No Palco Universitário: Planta & Raiz, Detonautas, Autoramas, Canastra e Aláfia + Lurdez da Luz.
Em 2014, na 13ª edição, sendo as atrações no Palco João Rock: O Rappa, Nação Zumbi, CPM 22, Os Paralamas do Sucesso, Jorge Ben Jor, Nando Reis e Zé Ramalho. No Palco Universitário: Raimundos, Nem Liminha Ouviu, Vanguart, Ponto de Equilíbrio (banda) e Vespas Mandarinas.
Em 2015, na 14ª edição, sendo as atrações no Palco João Rock: Samanah, Criolo, Frejat, Skank, Capital Inicial, Pitty, CPM 22, Planet Hemp, Detonautas e Raimundos. No Palco Universitário: Mato Seco, Brothers of Brazil, Urbana Legion, Dead Fish, Gabriel o Pensador e Móveis Coloniais de Acaju.
Em 2016, na 15ª edição, contou com um palco comemorativo pelos 15 anos do festival. O Palco Universitário foi substituído pelo Palco Fortalecendo a Cena. As atrações no Palco João Rock foram: Natiruts, Criolo e convidados, Legião Urbana, Nando Reis, Nação Zumbi, Os Paralamas do Sucesso, Black Alien e Planet Hemp. No Palco Fortalecendo a Cena: Marrero, Far from Alaska, Dona Cislene, Scalene e Supercombo. No Palco 2002: Titãs (banda), Ira!, CPM 22 e Cidade Negra.
Em 2017, a 16ª edição criou mais um palco, sendo as atrações no Palco João Rock: O Rappa, CPM 22, Armandinho (cantor brasileiro), Capital Inicial, Nando Reis, Pitty, Humberto Gessinger e Emicida e convidados. No Palco Fortalecendo a Cena: 3030, Medulla (banda), Haikaiss, Selvagens à Procura de Lei e Cidade Verde Sounds. No Palco Brasil - Nordeste: Zé Ramalho, Lenine, Alceu Valença e Nação Zumbi.
Em 2018, na 17ª edição, sendo as atrações no Palco João Rock: Natiruts, Skank, Pitty, Planet Hemp, Criolo, Gabriel o Pensador, Raimundos, Supercombo e Cordel do Fogo Encantado. No Palco Fortalecendo a Cena: Kilotones, Sinara, Rael e convidados, Froid (rapper), Dônica e Francisco, el Hombre. No Palco Brasil - Tropicália: Tom Zé, Os Mutantes, Refavela 40 (Mestrinho, Anelis Assunpção, Gilberto Gil, Chiara Civello, Bem Gil e Moreno Veloso) e Ofertório (Moreno, Zeca, Tom & Caetano Veloso).
Em 2019, na 18ª edição, sendo as atrações no Palco João Rock: Os Paralamas do Sucesso, Scalene, Pitty, Emicida e Rael convidam Mano Brown, BaianaSystem, CPM 22, Marcelo D2, Zeca Baleiro e Alceu Valença. No Palco Fortalecendo a Cena: Djonga, Maneva, Big Up, Filipe Ret, BK' e Rincon Sapiência. No Palco Brasil - Brasília: Raimundos, Capital Inicial, Tribo da Periferia, Plebe Rude, Dado Villa-Lobos & Marcelo Bonfá tocam Legião Urbana e Natiruts convida Hamilton de Holanda.
Em 6 de abril de 2020, o festival havia divulgado, em sua rede social, uma nova data para evento devido a Pandemia de COVID-19 no Brasil. O line-up daquele ano seriam, no Palco João Rock: Natiruts, Djonga, Nação Zumbi, Arnaldo Antunes, CPM 22 e convidados, Humberto Gessinger, BaianaSystem, Titãs e Emicida, Criolo & Céu (cantora). No Palco Fortalecendo a Cena: Lagum, Poesia Acústica, Matuê, Coruja BC1, Cynthia Luz & Froid e Rashid (cantor) convida Lellê & Drik Barbosa. No Palco Brasil - Rio de Janeiro: Gabriel o Pensador, Planet Hemp, Cidade Negra, Erasmo Carlos, Marcelo Falcão e Barão Vermelho. 
Entretanto, devido a intensificação dos casos de covid no país, o evento acabou sendo cancelado, retornando presencialmente somente em 2022.
Ainda em 2020, o festival promoveu uma edição online, as atrações foram: Fióti, Raimundos, Alexandre Carlo, Marcelo D2, Pitty, Alceu Valença, Emicida, Poesia Acústica, Dado Villa-Lobos, Bia Ferreira, CPM 22 e Humberto Gessinger.
Em 2022, na 19ª edição, sendo as atrações no Palco João Rock: Natiruts, Djonga, Pitty & Nando juntos, CPM 22, Humberto Gessinger, BaianaSystem, Titãs e Emicida, Criolo & Céu (cantora). No Palco Fortalecendo a Cena: Lagum, Poesia Acústica, Matuê, Coruja BC1, Cynthia Luz & Froid e Rashid (cantor) convida Lellê & Drik Barbosa. No Palco Brasil - Rio de Janeiro: Gabriel o Pensador, Planet Hemp, Cidade Negra, Erasmo Carlos, Marcelo Falcão e Barão Vermelho.
Em 2023, na 20ª edição, o festival contou com quatro palcos, sendo as atrações no Palco João Rock: Filipe Ret & L7nnon e convidados, CPM 22, BaianaSystem, Planet Hemp, Capital Inicial, Emicida e convidados, Pitty, Ira! e Gilsons. No Palco Fortalecendo a Cena: Don L, Hyperanhas, Tasha & Tracie, Major RD e Borges (cantor). No Palco Brasil - Lendas Vol.1: Gilberto Gil, Zé Ramalho, Tom Zé, Alceu Valença e Os Mutantes. No Palco Aquarela: Ana Carolina (cantora) canta Cássia Eller, Marina Sena, Flora Matos, Majur e Manu Gavassi canta Fruto Proibido (álbum).
Em 2024, na 21ª edição, as atrações no Palco João Rock: Batalha da Aldeia, Kauze, Matuto, Marina Sena, Armandinho, Detonautas, Samuel Rosa, Os Paralamas do Sucesso, CPM 22, Marcelo D2 & Djonga + Um Punhado de Bamba, Thiago Castanho & Marcão Britto - CBJr 30 anos e Pitty & Emicida. No Palco Fortalecendo a Cena: School of Rock, Ebony, Ryu, The Runner, WIU, Teto e Veigh. No Palco Brasil - Lendas Vol.2: Freon Rock, 14 Bis (banda), Novos Baianos, Ney Matogrosso, Djavan e Lulu Santos (este último não se apresentou devido à problemas de saúde). No Palco Aquarela: Tássia Reis, Negra Li, Maria Gadú, Duda Beat e Marina Lima.

## Arena de Esportes Radicais e Ativações
Em 2008, o festival inovou trazendo apresentações de esportes radicais. No ano de estreia, teve mini ramp para skate, motocross e bungee jump.
No ano seguinte, paraquedismo com aterrisagem no meio do evento. Em 2010, apresentação de BMX e um simulador de asa delta aberto ao público.
Em 2014, estreou a tirolesa que cruzava todo o palco João Rock, fornecendo uma vista e experiencia incrível ao público. No ano de 2015, o motocross retornou com upgrade, tendo mais manobras radicais.
O bungee jump voltou em 2016 trazendo muita adrenalina para o público. Também teve a estreia do slackline com muitas acrobacias. Em 2018, novamente a apresentação de paraquedismo.
Em 2019, a tirolesa, atração que se manteve presente desde sua estreia, passou por um upgrade onde 3 pessoas poderiam descer simultaneamente. 
Desde 2022, uma roda gigante com 22 metros de altura é atração no evento, fornecendo uma visão panorâmica.
Outra atração que se manteve presente desde o início é a pista de skate. Skatistas como Mineirinho, Karen Jonz, Lécio Batista, Sérgio Negão e Hugo Gusmão já passaram pelo festival. Em 2023, o festival montou um half com 4,2 metros de altura, sendo uma das maiores pistas de skate da américa latina. E ainda contou com a presença dos atletas Mineirinho (skatista) e Raicca Ventura.
Em 2024, a tirolesa contou com 210 metros de extensão e 20 metros de altura.
O festival também já trouxe ativações como subidas em balão, tobogã, câmara de grito, grua humana, rapel, escalada, break dance, entre outros.

## Transmissão
Atualmente, o festival é transmitido ao vivo por meio de várias mídias, como no próprio site do evento, EPTV Ribeirão, Multishow, Bis (canal de televisão), 89 FM A Rádio Rock e pelo youtube nos canais do Estúdios Flow: Amplifica Podcast e Vênus Podcast e do próprio evento.

## Curiosidades
Desde sua estreia até a 7ª edição, o festival era realizado no Estádio Doutor Francisco de Palma Travassos do Comercial Futebol Clube. Desde sua 8ª edição, é realizado no Parque Permanente de Exposições.
Em 2007, o Charlie Brown Jr. subiu ao palco com uma mini rampa montada no palco, onde o skatista ficava andando.
No mesmo ano, Caetano Veloso, que estava na cidade para um show, ficou sabendo que os amigos (Os Mutantes e Zélia Duncan) tocavam no festival e apareceu por lá. Eles cantaram juntos a música "Baby".
Em 2016, para apoiar a vendas de ingresso, os personagens Camaleão e Mosca foram criados. Os dois fizeram tanto sucesso que foram adotados pelo público como mascotes do festival.
No ano de 2019, dois dias antes da edição, o festival promoveu a 1ª taça João Rock Futebol Clube, onde oito times, formados por integrantes de bandas (Natiruts, CPM 22, Maneva, Scalene, Big Up, Fuze, Tribo da Periferia e 89FM) que já passaram pelo festival. O campeonato foi transmitido ao vivo e com narração de Maurício Meirelles. Durante o campeonato, o cantor Marcelo D2 lesionou o pé. Sendo uma das atrações daquele ano, o cantor subiu no palco utilizando uma bengala e e bota ortopédica.
Em 2019, um casal que estava no festival, encontram um cachorro no meio da multidão. Ao final do evento, decidiram adotar o animal que recebeu o mesmo nome do festival.
Desde 2022, o evento, em parceria com a Tereos, fabricante do açúcar Guarani, utiliza energia limpa no festival. Ou seja, a energia é proveniente de uma fonte renovável - no caso, a biomassa da cana-de-açúcar.
Na edição de 2023, através do ingresso solidário (desconto no valor do ingresso mediante a doação de 1kg de alimento não perecível), o festival arrecadou mais de 32 toneladas de alimentos. Com esta modalidade de ingresso, o João Rock já ajudou 60 instituições.
Na edição de 2024, o João Rock disponibilizou a opção de ingresso meia-entrada para doadores de sangue. 
Na 21ª edição, o evento fez parceria com a Pipizito e distribuiu, gratuitamente, nos banheiros funis urinários descartáveis para mulheres, tornando uma mais confortável e segura na hora de usar os sanitários.
O festival ainda conta acessibilidade, fornecendo veículos motorizados para PCD e intérpretes de libras nos telões dos shows. Também há um espaço de acolhimento.